# Félix Bautista
Félix Ramón Bautista Rosario (San Juan, República Dominicana, 16 de junio de 1963) es un empresario, abogado, político y filántropo dominicano. Actualmente es Senador de la provincia San Juan por la Fuerza del Pueblo, del cual es miembro de su comité central y exsecretario de organización.
Fue subdirector de la Oficina de Ingenieros Supervisores de Obras del Estado (OISOE), desde 1996 hasta el año 2000. En agosto del 2004 fue designado director general de la OISOE, con rango de Secretario de Estado, permaneció en dicho puesto hasta su investidura como senador en agosto del 2010.

## Biografía
Félix Bautista nació el 16 de junio de 1963 en Punta Caña, distrito municipal de Pedro Corto, Provincia San Juan. Es hijo del señor Luis María Bautista (fenecido, en 2011) y la señora Jacoba Rosario Figuereo. Félix Bautista es un ingeniero civil egresado de la Universidad Autónoma de Santo Domingo (UASD), licenciado en derecho de la Universidad del Caribe (Unicaribe); con maestría en Ciencias Políticas y Relaciones Internacionales; ambas de la Universidad Pedro Henríquez Ureña. Maestría en Administración Pública y Políticas, Universidad Estatal de Utah, Estados Unidos, en el marco de un acuerdo con la Universidad Autónoma de Santo Domingo, licenciado en Estudios Avanzados en Economía por la Universidad del País Vasco, España y la UASD.

## Candidatura a Senador
El 4 de julio del 2009 Félix Bautista anunció su intención por buscar la candidatura a senador por la provincia San Juan. El 16 de mayo de 2010 Félix Bautista, candidato por el Partido de la Liberación Dominicana (PLD), ganó la nominación senatorial frente a su contrincante más cercano, Pascual Valenzuela, candidato por el Partido Revolucionario Dominicano (PRD). El 16 de agosto del 2010 Bautista fue juramentado senador por la provincia San Juan para el período 2010-2016. 
Félix Bautista buscó nuevamente la candidatura senatorial por la provincia San Juan para el período 2016-2020, donde resultó ganador. Se presentó a las elecciones senatoriales por tercera ocasión para el período 2020-2024, ganando por amplio margen frente a su contrincante más cercano, Manuel Matos, del Partido Revolucionario Moderno. Actualmente es candidato por cuarta ocasión a la senaduría de San Juan, esta vez a través del partido Fuerza del Pueblo y la denominada "Alianza Rescate RD".

## Reelección por reelección
El 28 de mayo de 2015, para buscar una salida a una crisis interna dentro del Partido de la Liberación Dominicana, los miembros del comité político de ese organismo, acordaron una reelección por reelección, que apoyaría una segunda candidatura del presidente Danilo Medina, pero que de igual modo reelegiría a los incumbentes; alcaldes, diputados y senadores.
Aunque Félix Bautista ya tenía en marcha optar nuevamente por la reelección senatorial, dicho acuerdo le viabilizó la candidatura sin contratiempos.
El 15 de mayo del  año 2016 Félix Bautista, del Partido de la Liberación Dominicana, gana la candidatura frente a su principal contrincante, José Altagracia Piña, quien buscaba la nominación por el Partido Revolucionario Moderno (PRM) y el Partido Reformista Social Cristiano (PRSC). Bautista ganó las elecciones con un 69% de los votos computados de la provincia San Juan, convirtiéndose así en uno de los senadores más votados en las elecciones del 2016.

### Casos de corrupción
El 24 de noviembre del 2014 el procurador general de la República, Francisco Domínguez Brito, depositó ante la Suprema Corte de Justicia, un expediente de 400 páginas contra Félix Bautista, acusándolo de corrupción y lavado de activos.
El 1 de octubre de 2014, Félix Bautista acusó al procurador Francisco Domínguez Brito de persecución política. El 27 de marzo de 2015, tras varias audiencias, el Juez Alejandro Moscoso Segarra dictó un auto no ha lugar en favor de Félix Bautista.
En diciembre del 2015, Transparencia Internacional colocó, a través de una encuesta, a Félix Bautista como el hombre más corrupto del mundo. El 14 de febrero del 2016 Bautista solicitó a Transparencia Internacional que lo retirase de la lista, basando su solicitud en que demostró el origen de su riqueza en varias audiencias, donde fue favorecido con un no ha lugar. El 19 de febrero Transparencia Internacional le rechazó la petición, pidiéndole, en cambio, responder en público a una serie de preguntas.
En 2018 el gobierno de Estados Unidos, a través del departamento del tesoro, hace pública una sanción que pesa sobre el senador por su vinculación a actos de corrupción relacionados con los esfuerzos para la reconstrucción de Haití.

## Haití
En 2016 el Senado de Haití abrió una profunda investigación sobre una presunta red de tráfico de influencias y corrupción liderada por Bautista que sobornaba a los funcionarios con aportes monetarios a sus campañas políticas a cambio de contratos con sus empresas constructoras, uno de estos firmados en 2014 sobrepasaba los U$324 millones de dólares. El 19 de julio de 2016 el Senado de la República, tras una investigación integrada por la Cámara Alta y la Cámara Baja, determinó que los negocios de Félix Bautista en Haití eran lícitos.

## Perú
Se acusa a Félix Bautista de aportar dinero en efectivo para la campaña de Alejandro Toledo Manrique en 2013 procedente de "empresas dedicadas al blanqueo de capitales"

## Origen de su fortuna
Desde el cambio de gobierno en la República Dominicana, a raíz de la derrota electoral del Partido de la Liberación Dominicana, Bautista ha sido interrogado en varias ocasiones por la Procuraduría General de la República por su vinculación con múltiples casos de corrupción, sobre el origen de los bienes que ha señalado en su última declaración de patrimonio. El Tesoro citó varios informes que apuntan que Bautista recibió sobornos como senador y que utilizó sus contactos para obtener contratos de obras públicas para la reconstrucción de Haití.